# США в Первой мировой войне

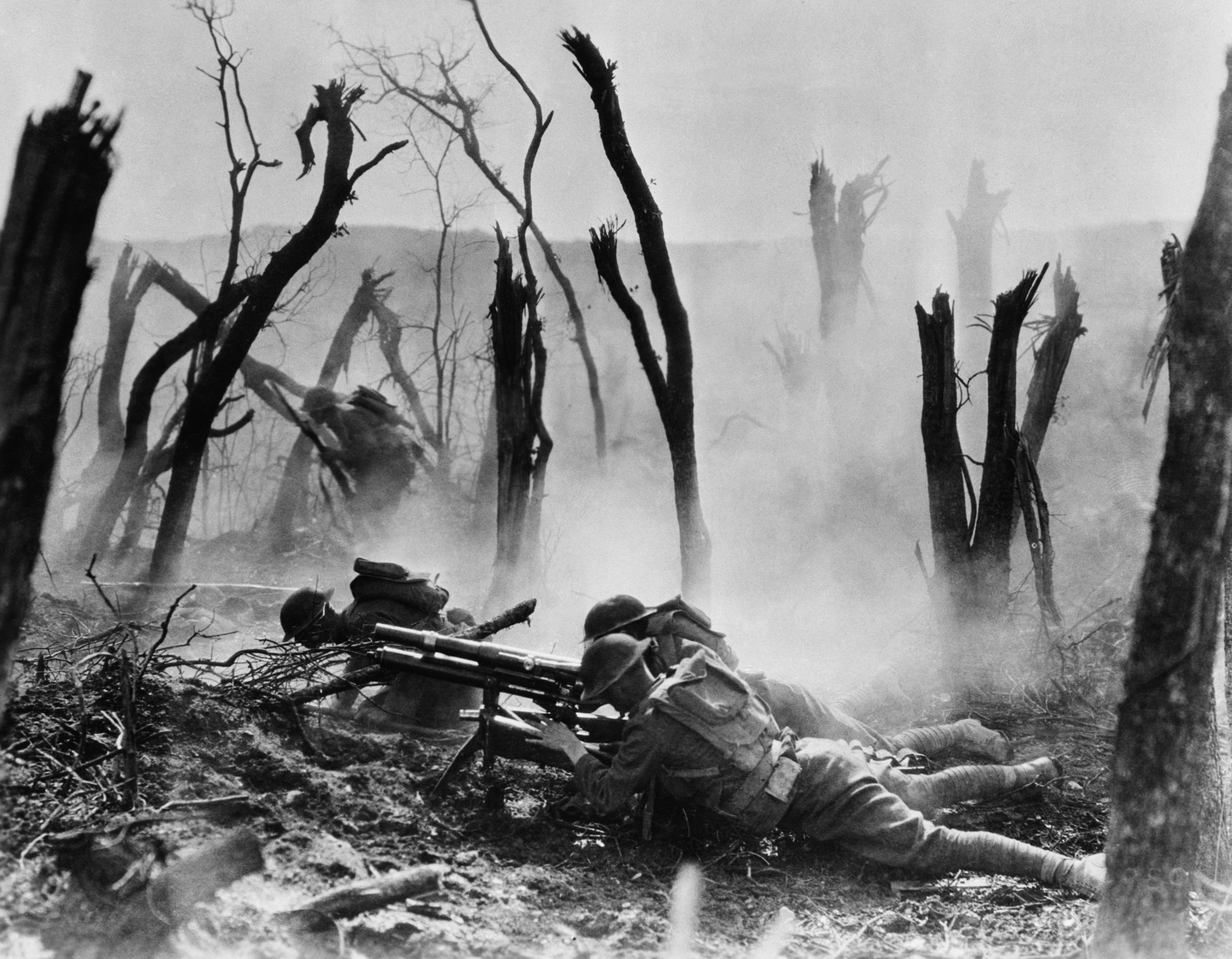
Американские солдаты в Аргонском лесу

Соединённые Штаты Америки вступили в Первую мировую войну 6 апреля 1917 года. До этого они сохраняли нейтралитет. Американские войска воевали с октября 1917 года на Западном фронте и с июля 1918 года на Итальянском фронте. За время войны в армию было призвано более 4 млн человек. США потеряли в Первой мировой войне 117 465 человек.

## Период нейтралитета (1914—1917)

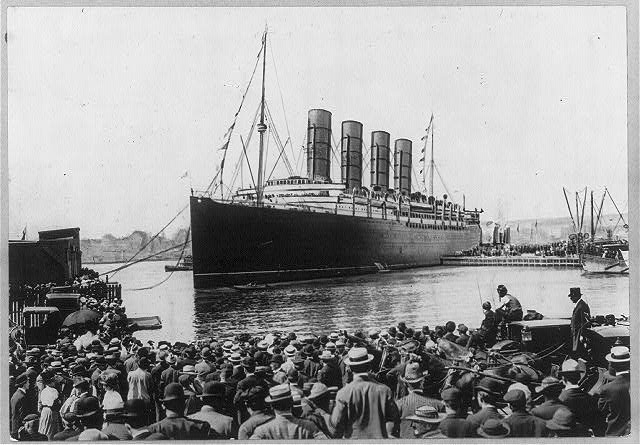
Лайнер «Лузитания»

В начале войны в США доминировало стремление сохранить нейтралитет. Президент Вильсон, шокированный разрушительным характером конфликта и озабоченный его возможными неблагоприятными последствиями для США в случае затягивания военных действий, пытался выступить в качестве посредника между противоборствующими сторонами. Но его миротворческие усилия не увенчались успехом, главным образом из-за того, что обе стороны не теряли надежду победить в решающем сражении. Тем временем США всё глубже увязали в споре о правах нейтральных стран на море. Великобритания контролировала обстановку на Мировом океане, позволяя нейтральным странам осуществлять торговлю и одновременно блокируя германские порты. Германия пыталась прорвать блокаду, применяя новое оружие — подводные лодки.

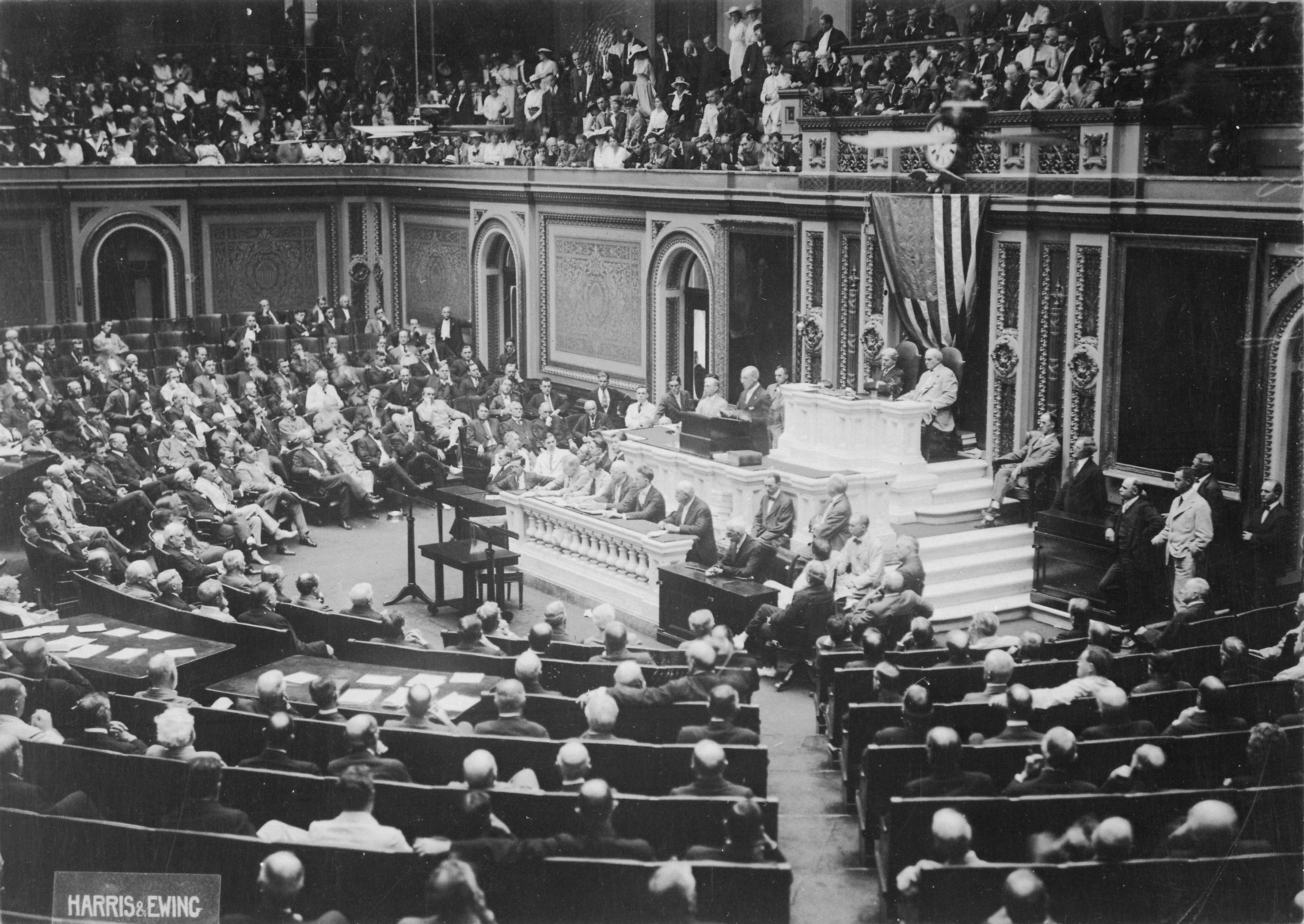
Президент Вильсон перед Конгрессом. Заседание 3 февраля 1917 года

В 1915 году немецкая подводная лодка потопила британское пассажирское судно «Лузитания», при этом погибло 128 граждан США. Вильсон немедленно заявил Германии, что неспровоцированные нападения подводных лодок на суда нейтральных стран являются нарушением общепринятых норм международного права и должны быть прекращены. Германия в начале 1917 года согласилась прекратить неограниченную подводную войну, но лишь после угрозы Вильсона применить самые решительные меры. Тем не менее, в феврале и марте 1917 года были потоплены ещё нескольких американских судов, а перехваченная англичанами «телеграмма Циммермана» мексиканскому правительству с предложением союза против США вынудила Вильсона запросить согласие Конгресса на вступление страны в войну. Конгресс согласился.
Также особое возмущение общественности вызвали акты саботажа во время взрыва артиллерийских складов на острове Блэк-Том в Джерси-Сити 30 июля 1916 года, и взрыва в Кингсленде 11 января 1917 года на территории современного Линдхерста, штат Нью-Джерси.

## Участие в войне (1917—1918)

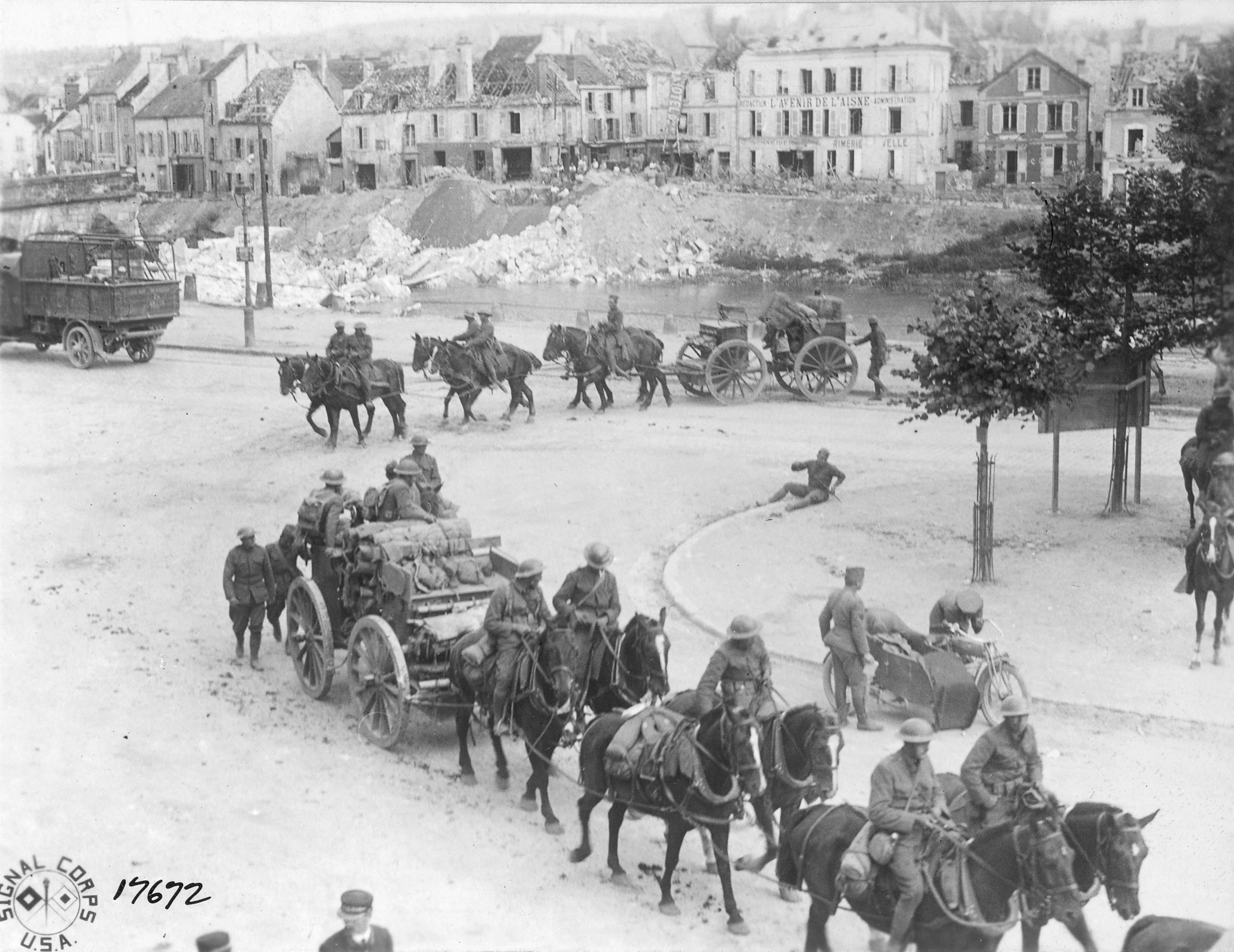
Американская полевая артиллерия у Шато-Тьерри

6 апреля 1917 года Конгресс объявил войну Германии. Вступая в войну, США формально не присоединились к союзу Антанты, а только провозгласили себя ее ассоциированным членом. Благодаря этому американское руководство осталось юридически свободным от любых межсоюзнических взаимных обязательств военного времени, в том числе и в части, касающейся территориального переустройства, аннексий и т.п. 
США незамедлительно расширили масштабы экономической и военно-морской помощи союзникам и начали подготовку экспедиционного корпуса для вступления в боевые действия на Западном фронте. Согласно принятому 18 мая 1917 года закону об ограниченной воинской повинности, в армию призывался 1 млн мужчин в возрасте от 21 до 31 года.
Первые американские войска прибыли во Францию в июне 1917 года, но лишь в октябре на линию фронта прибыла первая дивизия.

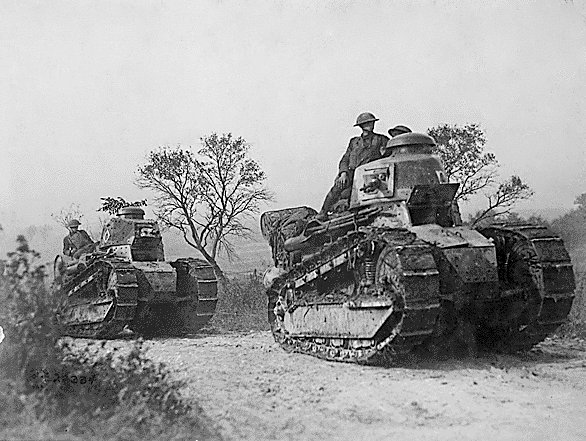
Американские бронетанковые войска в Аргонском лесу

С конца марта 1918 года союзники сдерживали мощное немецкое наступление. Весной американские войска помогли французам остановить немецкие войска на подступах к Парижу. Летом американская армия приняла участие в битве на Марне. В сентябре 1-я американская армия провела первую самостоятельную операцию против вклинившейся Сен-Миельской группировки противника. В дальнейшем 1-я и 2-я американские армии приняли участие в Стодневном наступлении, в частности, в Мёз-Аргоннском наступлении. Также одна американская дивизия приняла участие в битве при Пьяве и битве при Витторио-Венето на Итальянском фронте.
31 американская дивизия, в составе 9 корпусов и 2 армий, участвовала в боевых действиях.

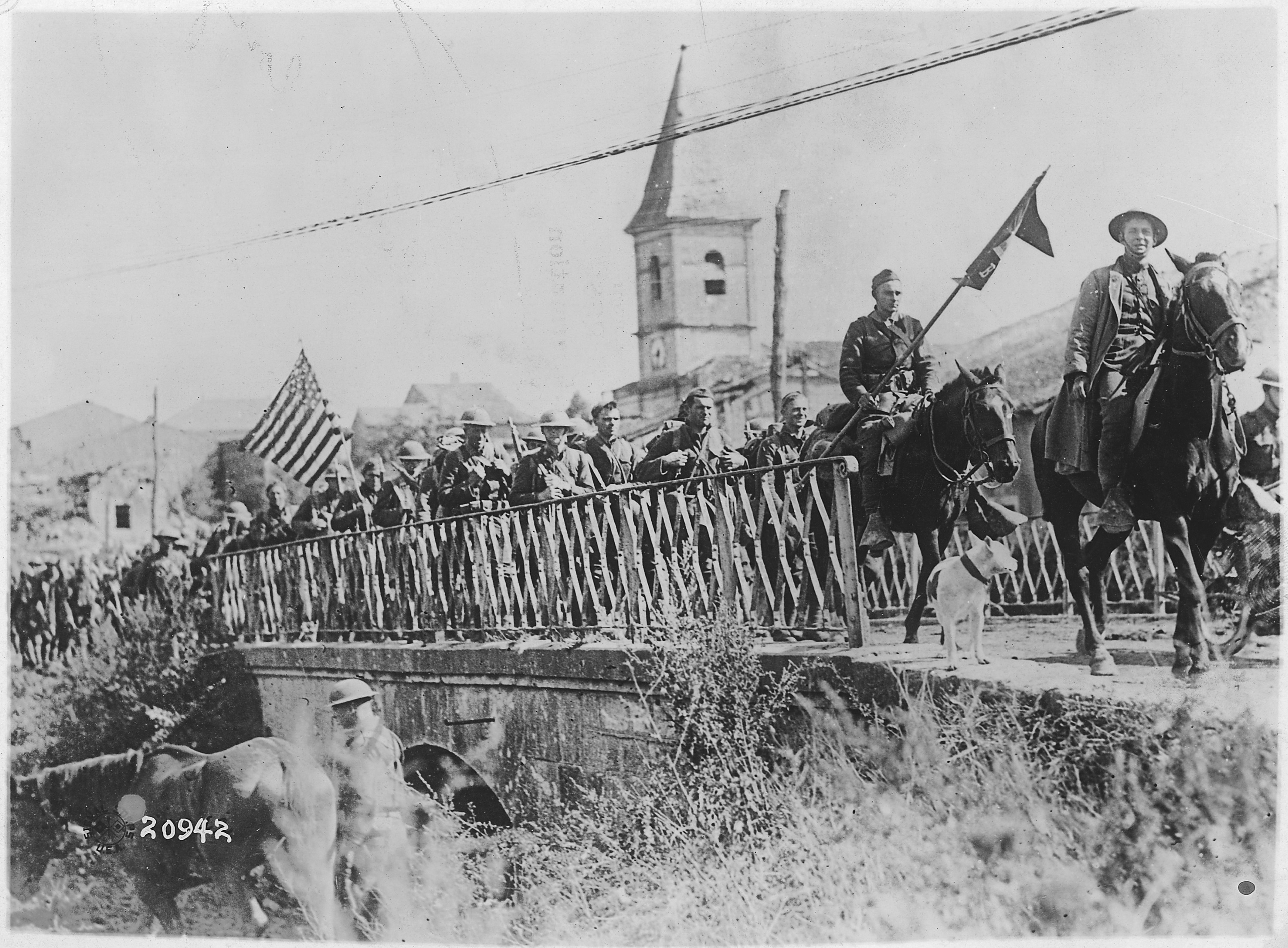
Американские войска во время Сен-Миельской операции

Для эффективной организации тыла Вильсон пошёл на беспрецедентные меры государственного контроля над экономикой. Закон о федеральном контроле, принятый 21 марта 1918 года, перевёл все железные дороги страны под начало министра финансов Уильяма Макэду, а специально созданное военное управление железных дорог должно было покончить с конкуренцией и обеспечить строгую координацию их деятельности. Военно-промышленное управление было наделено расширенными полномочиями контроля над предприятиями с целью стимулирования производства и предотвращения излишнего дублирования. Руководствуясь законом о контроле над продуктами питания и топливом (август 1917), Герберт Гувер, глава федерального ведомства по контролю за продуктами питания, зафиксировал цены на пшеницу на высоком уровне и с целью увеличения поставок продовольствия в армию ввёл т. н. «безмясные» и «беспшеничные» дни. Гарри Гарфилд, руководитель ведомства по контролю за топливом, тоже предпринял жёсткие меры в отношении производства и распределения топливных ресурсов. Кроме решения военных задач, эти меры принесли немалые выгоды малоимущим социальным слоям, в частности фермерам и промышленным рабочим.
Помимо крупных затрат на развитие собственной военной машины, США предоставили столь большие кредиты союзникам, что за период с декабря 1916 года по июнь 1919 года общий долг последних (вместе с процентами) вырос до 24 262 млн долларов. Серьёзным изъяном внутренней политики Вильсона стала его неспособность надёжно защитить гражданские свободы: военная истерия внутри страны вылилась в преследования американцев немецкого происхождения, членов антивоенных групп, в особенности социалистических.

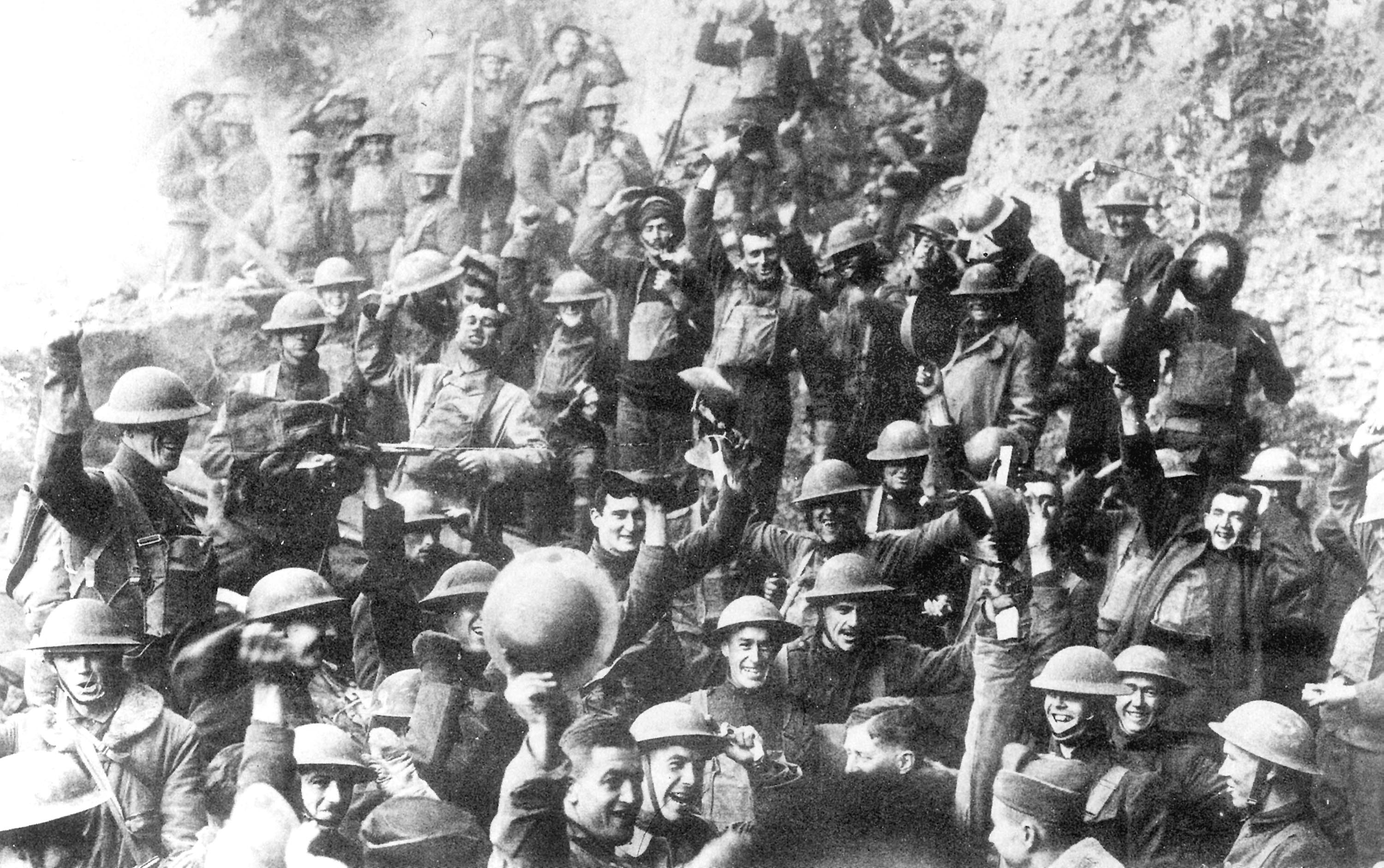
Американские солдаты празднуют прекращение огня 11 ноября 1918 года

В январе 1918 года Вильсон представил в Конгресс свои «14 пунктов» — общую декларацию целей США в войне. В декларации была изложена программа восстановления международной стабильности и содержался призыв к созданию Лиги Наций. Эта программа во многом расходилась с военными целями, ранее одобренными странами Антанты и включёнными в ряд секретных договоров.
В октябре 1918 года центральноевропейские страны обратились с предложением о мире непосредственно к Вильсону, через головы европейских противников. После того как Германия согласилась заключить мир на условиях программы Вильсона, президент направил в Европу полковника Э. М. Хауса, чтобы заручиться согласием союзников. Хаус с успехом выполнил свою миссию, и 11 ноября 1918 года Германия подписала соглашение о перемирии. Несмотря на предварительную договорённость о его условиях, расхождения в позициях Европы и Америки указывали на то, что в ходе послевоенных переговоров возникнут серьёзные противоречия. Ещё одной проблемой стала фактическая дезинтеграция старой Европы, что не обещало быстрого и лёгкого восстановления экономической жизни.

## Нападения на территорию США

### Столкновения на Гуаме
С вступлением США в войну 7 апреля 1917 года немецкий капитан SMS Cormoran приказал затопить свой корабль, находившийся на Гуаме, после чего американцы произвели свои первые выстрелы во время войны по немцам, пытаясь не допустить потопление корабля. Несмотря на это, немцы смогли потопить корабль. Девять членов экипажа погибли при затоплении и похоронены на берегу на Гуаме. Место крушения было внесено в Национальный реестр исторических мест в 1975 году.

### Бомбардировка Орлеана
21 июля 1918 года немецкая подводная лодка U-156 обстреляла небольшой конвой барж у Орлеана, на восточном побережье полуострова Кейп-Код. Несколько снарядов, выпущенных во время обстрела, вероятно, не достигли намеченных целей и упали на землю в окрестностях Орлеана, что создало впечатление преднамеренной атаки на город. Это был единственный раз, когда континентальная часть Соединенных Штатов пострадала от вражеского огня во время Первой мировой войны.

## Военнопленные

### Американские военнопленные в Германии и Австро-Венгрии
Германия и Австро-Венгрия захватили в плен около 4 120 американцев. Из них погибло 147 американцев, а 114 смогло сбежать. К 5 февраля 1919 года все живые американские военнопленные были репатриированы в США.

### Немецкие и австро-венгерские военнопленные в США
Из-за позднего вступления США в конфликт лишь немногие немецкие военнопленные, захваченные Америкой, добрались до Соединенных Штатов до окончания военных действий. Их размещали в лагерях вместе с интернированными гражданами враждебного государства. Точное количество неизвестно.

## Вооружение США

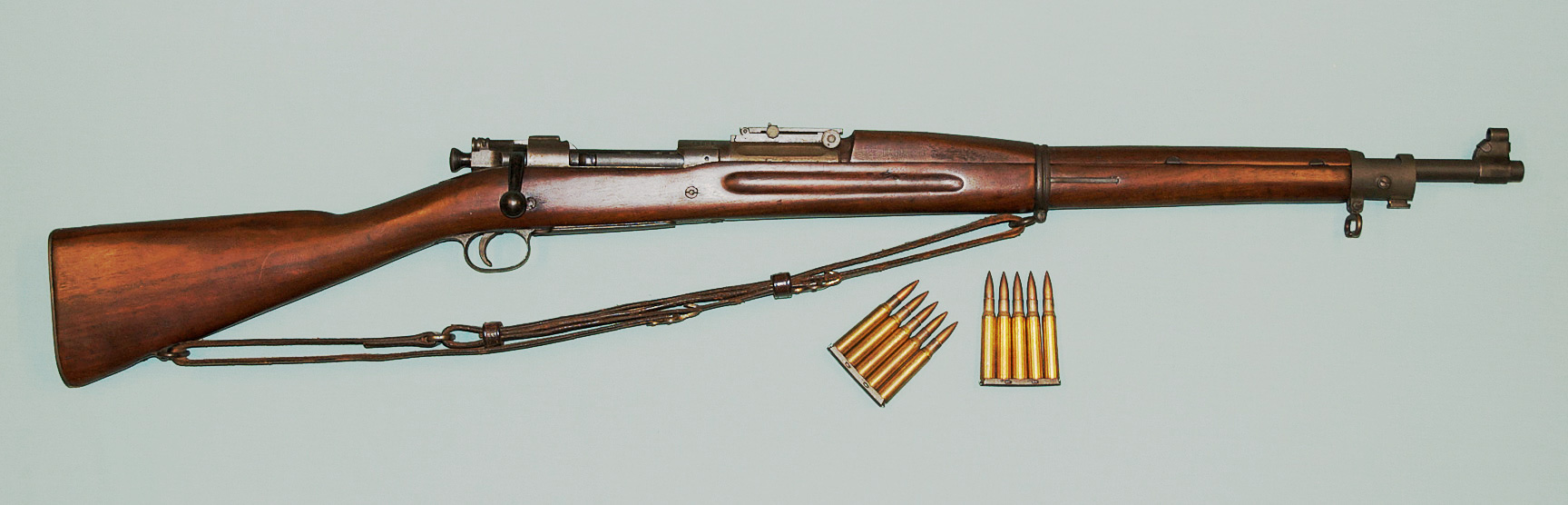
Springfield M1903
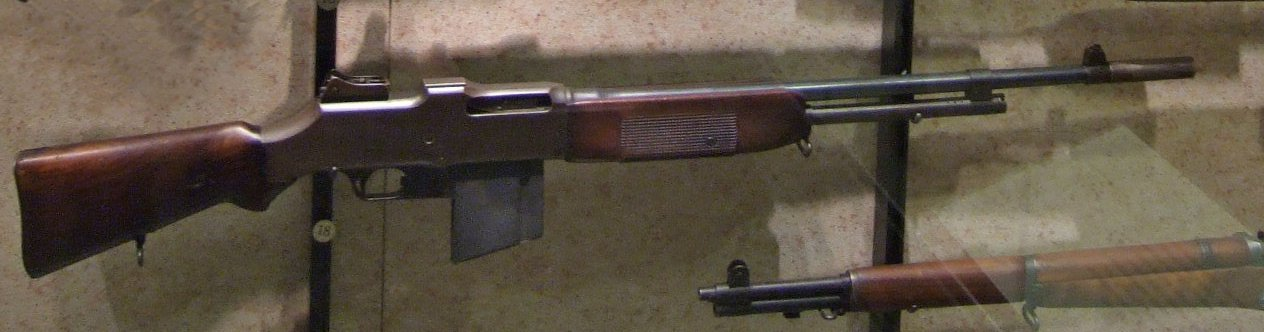
Браунинг M1918
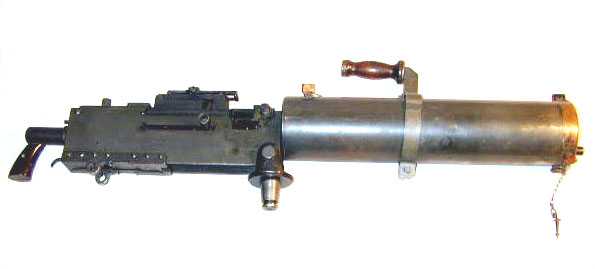
Браунинг M1917
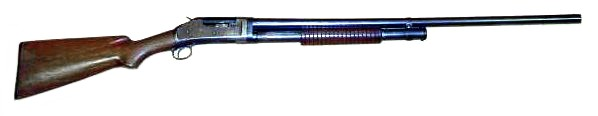
Winchester Model 1897
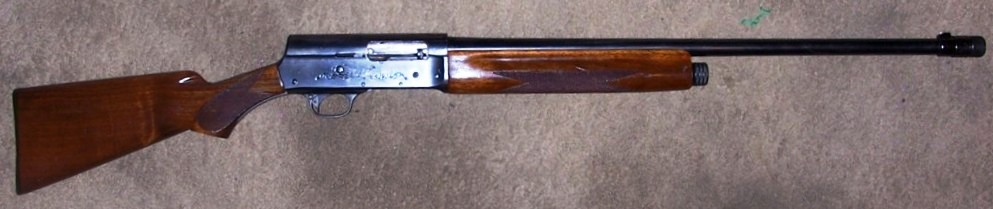
Browning Auto-5
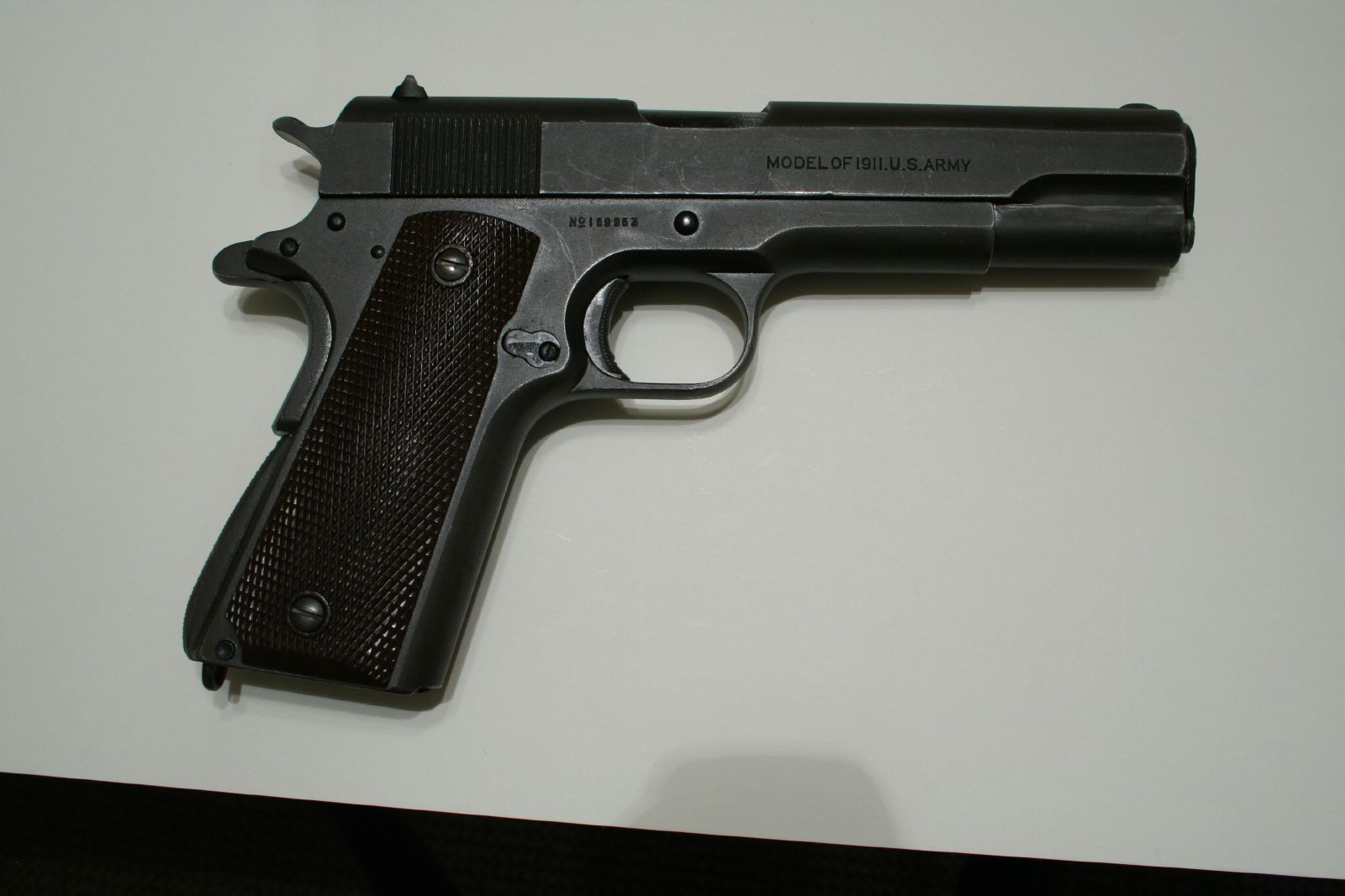
Кольт M1911
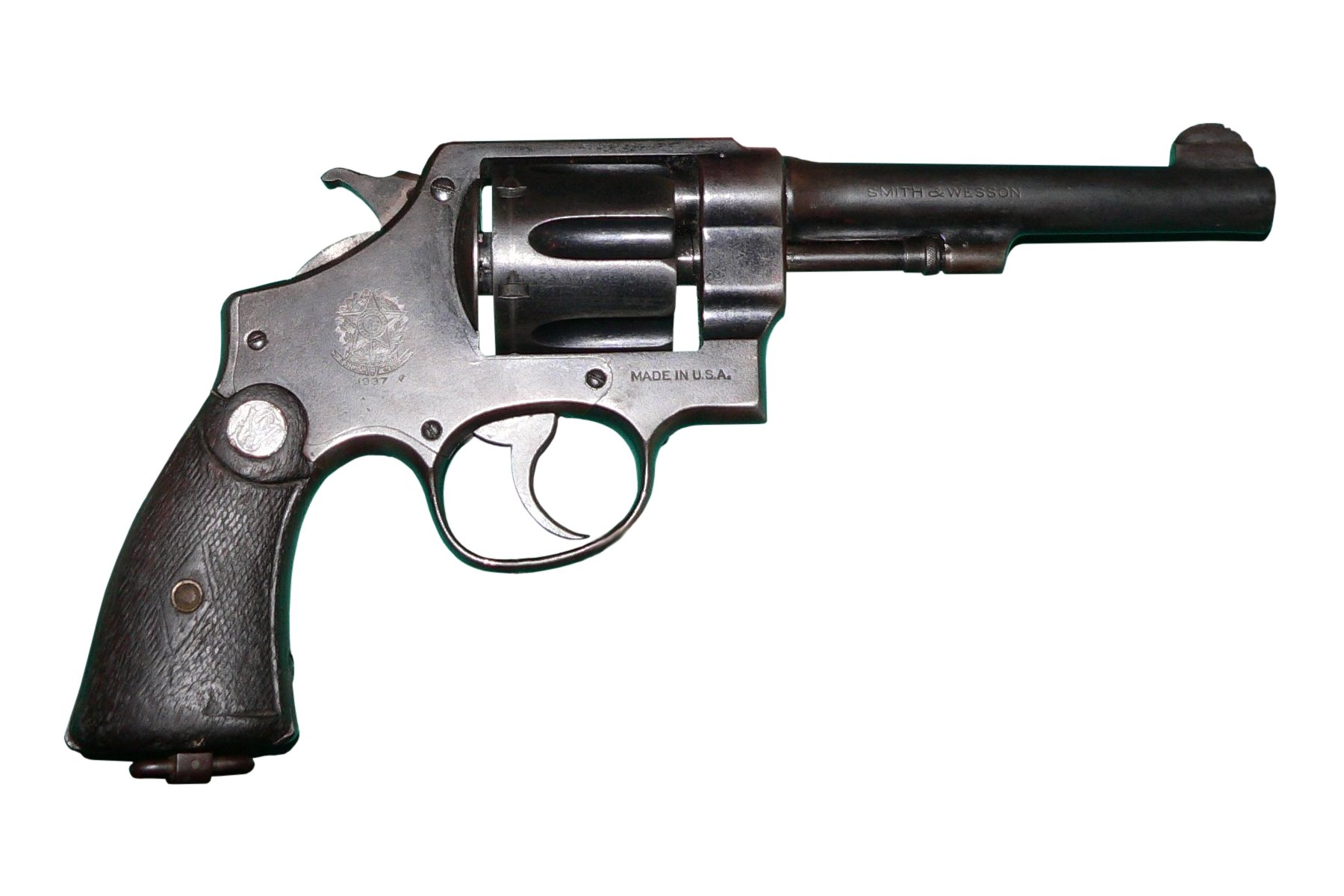
М1917
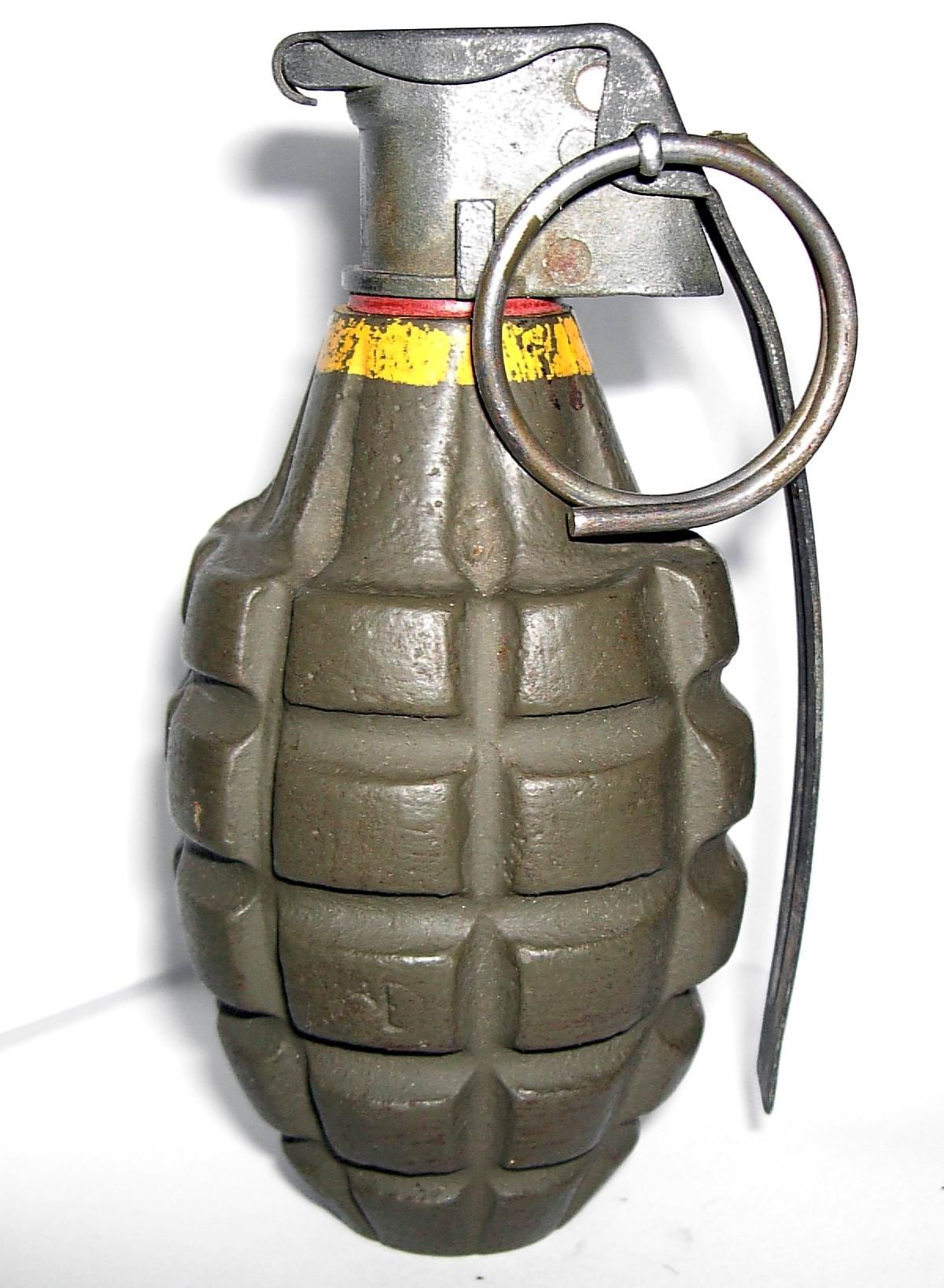
Mk 2

## Известные генералы
- Джон Першинг